# Tápió–Hajta Vidéke Tájvédelmi Körzet
A Tápió–Hajta Vidéke Tájvédelmi Körzet területe 4516 hektár, ebből fokozottan védett 182 hektár. A Tájvédelmi körzet a Duna–Ipoly Nemzeti Park Igazgatósága alá tartozik.

## Fekvése
A Budapesttől alig 40 km-re fekvő Tápió-vidék a Közép-Magyarországi Régió legkevésbé felfedezett tájai közé tartozik. A 21 önálló egységből álló tájvédelmi körzet Pest vármegyében, Farmos, Gomba, Nagykáta, Szentmártonkáta, Tápióbicske, Tápiógyörgye, Tápióság, Tápiószecső, valamint Szolnok vármegyében Újszász község határában, a Tápió folyó völgyében fekszik.

## Jellemzői
A Tápió-vidék három nagy tájegység, a Duna–Tisza köze, a Tiszántúl és az Északi-középhegység találkozásánál fekszik, ami egy változatos, ritkaságokban gazdag  élővilág kialakulását tette lehetővé. E sokszínűség védelmében jött létre 1998. júliusában a Tápió–Hajta Vidéke Tájvédelmi Körzet.

## Természeti értékek

### Nyík-rét, I-II-es tározó
A tájvédelmi körzet legnagyobb összefüggő területe Farmos és Nagykáta között terül el. A Hajta-patak táplálta mocsarak  gazdag madárvilágnak nyújtanak fészkelő- és táplálkozóhelyet. Költ itt a fokozottan védett nagy kócsag, a nyári lúd, egész évben megfigyelhető a fekete gólya. Változatos növénytársulások (szikesek, löszgyepek, mocsárrétek), valamint ritka növények sokasága kötődik a Nyík-réthez: a fátyolos nőszirom legnagyobb hazai állománya, tavaszi hérics, vagy az Alföldön ritka nagy pacsirtafű és selymes peremizs jelzik a vidék háborítatlanságát.

### Felső-Tápió völgye
A Felső-Tápió mentén - Tápiószecsőtől Tápiószentmártonig - húzódik a második nagyobb részegység. Ehhez kapcsolódik a tájvédelmi körzet egyetlen, terjedelmesebb nyíltvizekkel is rendelkező vizes élőhelye, a tápiószecsői halastó. Itt még gyakorinak mondható a vidra, vonuláskor rendszeresen feltűnik a halászsas. A tóparton idős tölgyesek húzódnak, míg távolabb egy gyönyörű lápréten keskeny- és széleslevelű gyapjúsások fehér tengerében gyönyörködhetünk. Ennek a területnek a legnagyobb értéke a kiváló vízminőségű Felső-Tápió feltűnően gazdag halállománya. Előfordul itt a hegyvidéki patakokra jellemző, védett kövi csík, illetve a csak a Duna vízrendszeréhez kötődő lápi póc. A láprétek és bokorfűzesek övezte patakparttól távolodva meredek homokbuckákra érkezünk, ahol számos védett növényfaj fordul elő: kései szegfű, homoki árvalányhaj, fényes poloskamag, báránypirosító, homoki nőszirom. Értékeire való tekintettel ezek a területek (Cseh-domb, Gicei-hegy) fokozott védettséget élveznek. A hosszan elnyúló részegység D-i végében található Erdőszőlősi-legelő a vidék legfontosabb ürgeélőhelye.

### Nagy-rét és patakvölgyek
A Monor–Irsai-dombság peremén helyezkedik el. A Gombai- és Úri-patakok löszvölgyeit gyönyörű mocsárrétek, nádas-füzes foltok kísérik. A völgylejtők fajgazdag löszgyepjeiben olyan ritka növények tenyésznek, mint a szennyes ínfű, erdei szellőrózsa, magyar zergevirág. A meredek löszfalakban telepesen fészkel a fokozottan védett gyurgyalag. A Tápióság és Tápióbicske között elhelyezkedő Nagy-réten nedvesebb években költ a hazánkban mindössze néhány tucat párban fészkelő nagy póling. A láprétek és a kiemelkedő homokhátak átmeneti zónájában a pókbangó tenyészik, míg a mélyebben fekvő részeken szibériai nőszirmok virágoznak.

### EgreskátaiSós-tavak
Nagykáta határában, Egreskátán egy nyílt homoki tölgyessel borított lapos bucka körül szikes tómedrek (Sóstavak), nagyobb nádasok, kisebb szikes legelők helyezkednek el. Az öreg fák odvaiban költ a kék tollú szalakóta, míg a nádasokban vízimadarak sokasága él, pl bölömbika, barna rétihéja.

### Székesrekeszi-legelő
Szentmártonkáta közelében, a Bíbicfészeki-ág két oldalán helyezkedik el a Székesrekeszi-legelő, amely a közelben fészkelő ragadozó madarak, vörösvércsék, egerészölyvek és a jóval ritkább kabasólymok fontos táplálkozóhelye.

### Rekettyés
Farmostól nem messze, a Ős-Zagyva egykori medrében egy csodálatos láprét, valamint egy kisebb szikes legelő található. Nevét a félgömb alakú rekettyefűz-bokrokról kapta: Rekettyés. Májusban a mocsári kosbor, ősszel a kornistárnics virágzik a területen.

### Tápiógyörgyei-legelő
A tápiógyörgyei Nagy-megyeri legelő és a Jász-Nagykun-Szolnok vármegyei Újszász határában található gyepterületek már egyértelműen a tiszántúli szikesekre emlékeztetnek. Elsősorban az őszi-tavaszi madárvonulásban van kiemelkedő szerepük. Természetvédelmi beruházásként itt készült el egy 3 ha-os mesterséges szikes tó, amely többek között a fokotottan védett, felfelé görbülő csőréről könnyen felismerhető gulipán, illetve a hosszúlábú gólyatöcs fészkelőhelye.

## Növény- és állatvilág

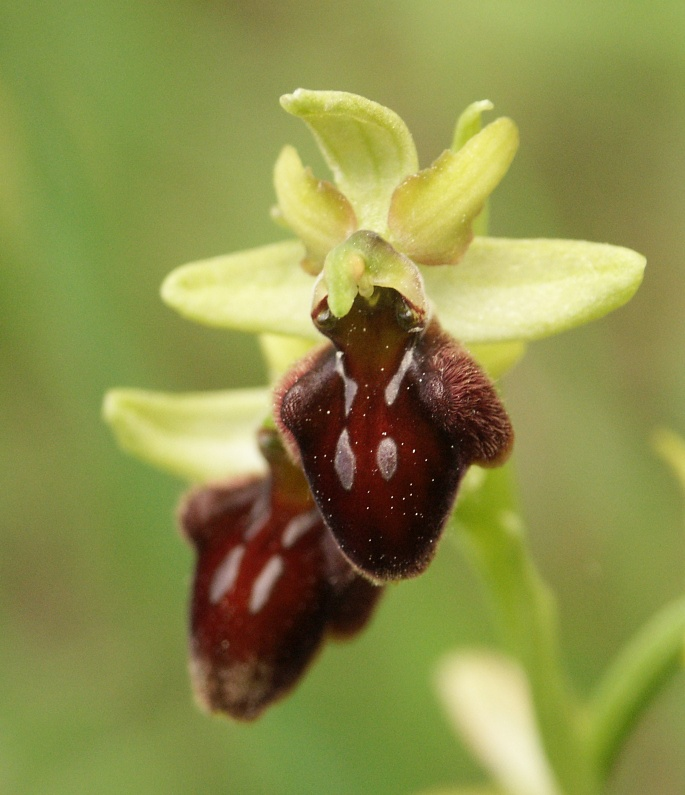
Pókbangó

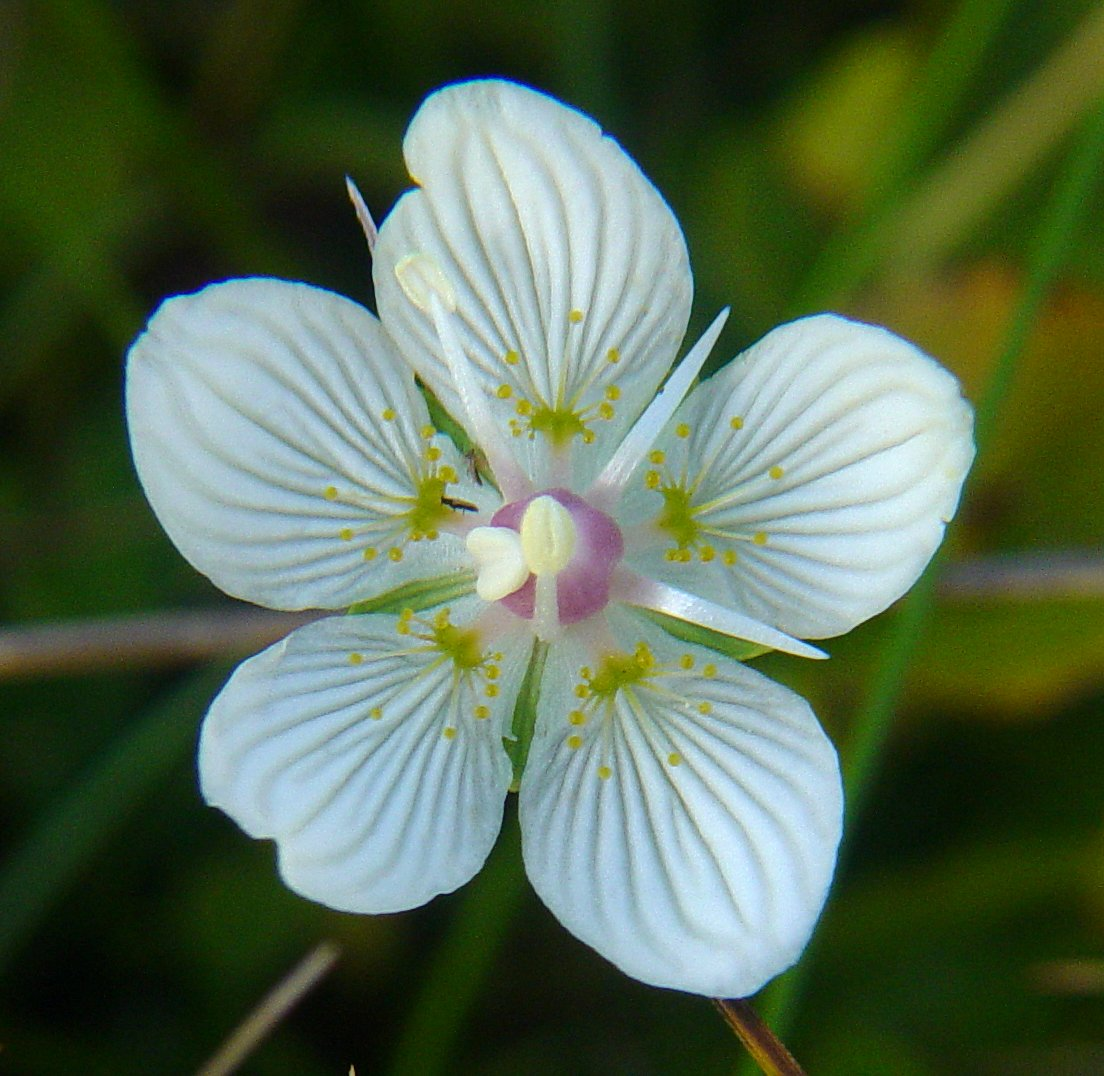
Fehérmájvirág

A két Tápió és a Hajta által felépített kistáj igen változatos vidék. Alapvetően síkság, jellegzetes alföldi táj, amelyen tavak, halastavak, tározók, mocsarak, vizenyős rétek váltogatják egymást, míg Farmosnál, Tápiógyörgyénél szikes puszták maradványait; Nagykáta és Egreskáta környékén löszpusztafoltokat; Tápiószecsőtől Nagykátáig homokpusztagyepeket találunk. A tápiósági Nagyréten és környékének rétjein tenyészik a fátyolos nőszirom. A Felső-Tápió-völgy jellemzői a vizes élőhelyek. A fokozottan védett Gicei-hegyen tömegesen nyílik a homoki vértő és a kései szegfű. A Székesrekeszi-legelő védettségének indoka az ugartyúk. Farmos határában jelenik meg a vakszik. Ezen él a sárgás színű sisakos sáska. A Gomba határában elterülő Hosszú-rét (Szilosalja) mocsárrétek és sztyepprétek változatos vidéke, ahol fátyolos nőszirom, selymes boglárka található, és itt költ a piroslábú cankó, a haris és a hamvas rétihéja.
A Tájvédelmi körzet területén előforduló védett növényfajok:
| - tőzegpáfrány - rucaüröm - csikófark - erdei szellőrózsa - fekete kökörcsin - réti iszalag - tavaszi hérics - nádi boglárka - selymes boglárka - buglyos boglárka - fehér tündérrózsa - törpe mandula - homoki varjúháj - fehérmájvirág - szártalan csüdfű - érdes csüdfű - nagy pacsirtafű | - sziki kocsord - homoki kocsord - borzas len - kornistárnics - vidrafű - pusztai meténg - báránypirosító - homoki vértő - szennyes ínfű - nagyvirágú gyíkfű - macskahere - festő csülleng - réti őszirózsa - selymes peremizs - magyar zergevirág - kisfészkű aszat - sadler-imola - konkoly | - homoki fátyolvirág - buglyos szegfű - kései szegfű - tartós szegfű - fényes poloskamag - szürkés poloskamag - kúszó csalán - fehér zászpa - alhavasi zászpa - homoki kikerics - bunkós hagyma - bugás hagyma - nyúlánk madártej - vetővirág - fátyolos nőszirom - szibériai nőszirom - homoki nőszirom - tarka nőszirom | - fehér madársisak - kardos madársisak - mocsári nőszőfű - vörösbarna nőszőfű - széleslevelű nőszőfű - szúnyoglábú bibircsvirág - pókbangó - agárkosbor - poloskaszagú kosbor - vitézkosbor - mocsári kosbor - elegáns kosbor - hússzínű ujjaskosbor - keskenylevelű gyapjúsás - széleslevelű gyapjúsás - homoki árvalányhaj - csinos árvalányhaj - kálmos |

## Kulturális értékek

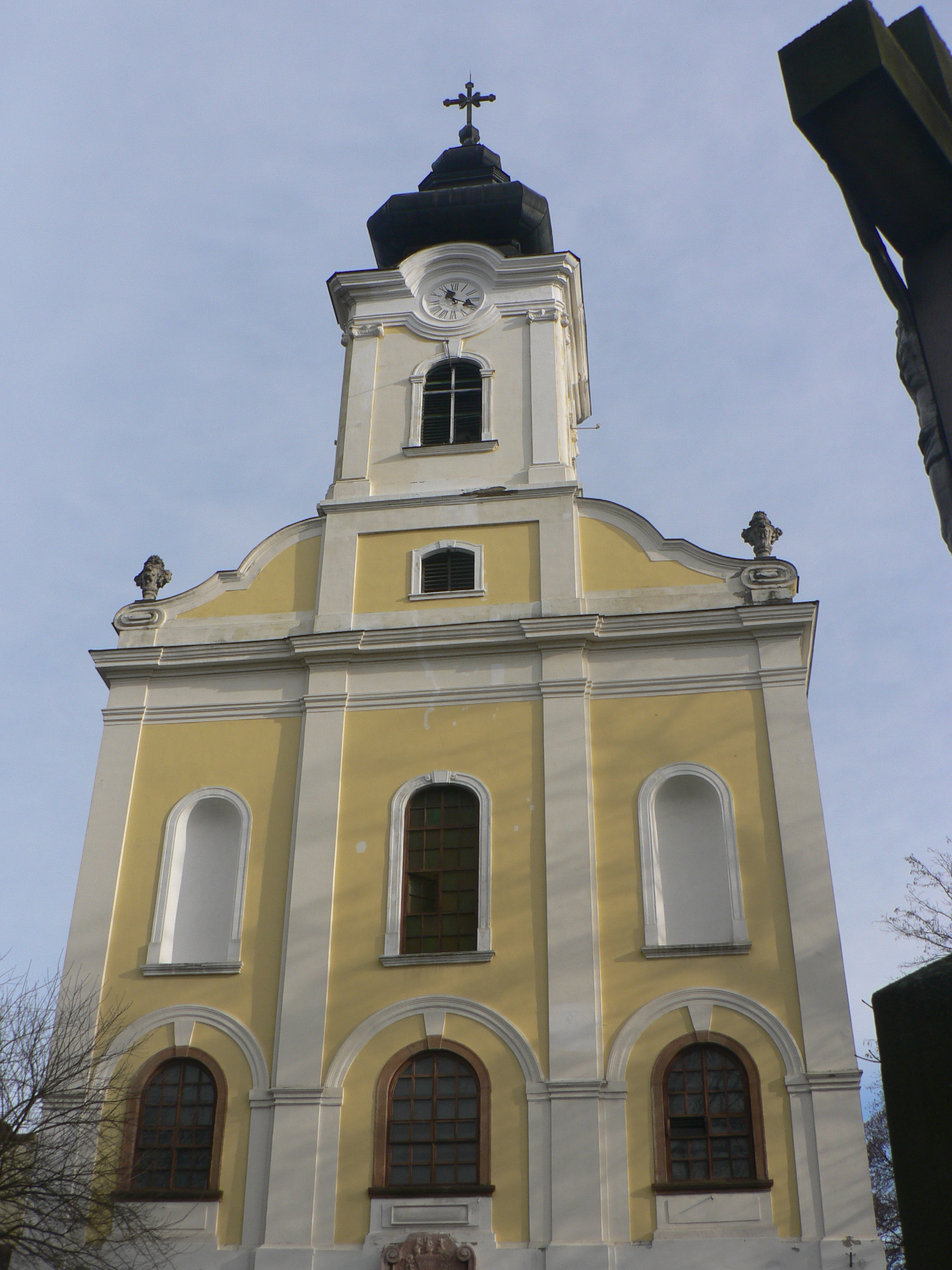
Máriabesnyői kegytemplom

A térségben évezredekre visszamenőleg megtalálhatók az emberi tevékenység nyomai. Több régi erődítés, földvár, sánc, kolostor és templom maradványait rejtik a védett terület erdei és gyepei (pl.: "Csörsz árka" maradványai, péceli Vár-hegy, valkói Szent Pál-hegy, Babat-pusztai Templomtábla dűlő).
A máriabesnyői templom építésekor 1759-ben talált csont Mária szoborhoz kötődik a búcsújáróhely kialakulása Máriabesnyőn.
Babat-pusztán található az Istállókastély. Az osztrák sereg felett 1849. április 6-án jelentős győzelmet arató magyar honvédsereg halottait az isaszegi erdőben temették el. Az áprilisi csata emlékhelyén a csata történeti rekonstruálása évről évre egyre több látogatót vonz.

## Külső hivatkozások
- A Duna–Ipoly Nemzeti Park honlapja
- A Duna–Ipoly Nemzeti Park honlapja - A Tápió–Hajta Vidéke TK leírása
- A Tápió-vidék honlapja
- Tápióvidék
- Tápió Közalapítvány honlapja